# Piz Val Müra
Piz Val Müra är en bergstopp i Schweiz.   Den ligger i regionen Maloja och kantonen Graubünden, i den östra delen av landet, 190 km öster om huvudstaden Bern. Toppen på Piz Val Müra är 3 162 meter över havet, eller 161 meter över den omgivande terrängen. Bredden vid basen är 1,1 km.
Terrängen runt Piz Val Müra är bergig åt sydost, men åt nordväst är den kuperad. Närmaste större samhälle är St. Moritz, 15,1 km söder om Piz Val Müra. 
Trakten runt Piz Val Müra består i huvudsak av gräsmarker. Runt Piz Val Müra är det glesbefolkat, med 10 invånare per kvadratkilometer.